# Повратак речи
Повратак речи (мкд. Враќањето на зборовите) је роман македонског књижевника Гоце Смилевског (мкд. Гоце Смилевски). Роман је први пут објављен 2015. године у издању издавачке куће "Дијалог".

## О аутору
Гоце Смилевски (1975), македонски књижевник, добитник Награде европске уније за књижевност. Школовао се у Скопљу, Прагу и Будимпешти. Објавио књиге: Планета неискуства (2000), Разговор са Спинозом (2002), Сестра Сигмунда Фројда (2007), Повратак речи (2015).

## Радња
Основа романа је прича о Пјеру Абелару и Елоизи д’Аржантеј, чувеном љубавном пару из 12. века, као и њиховом сину Астралабу. Уједно, роман почиње кратким сажетком целокупног садржаја. Затим, аутор износи своју причу о овом љубавном пару. На крају, у аутобиографији романа, сам Смилевски говори зашто је одлучио да радњу усмери на Елоизу и Астралаб.
Роман је посвећен теми вечне борбе између љубави и амбиције, између етичких вредности и жеље за моћи. Радња се одвија кроз Елоизино признање, које се помиње само у контексту приче о теологу и филозофу из 12. века, Абелару. Роман даје другачију пројекцију живота Хелиозе, једне од најобразованијих личности свог времена, која је остала у сенци Абелара, човека чије аутобиографско дело Историја мојих несрећа даје површну слика о њој.
Аутор је успео проникнути у тамне делове историје и открити посебну жену: Елоизу мајку, Елоизу љубавницу и Елоизу верницу, снажну и слабу Елоизу, Елоизу која пати али која није жртва, Елоизу којој се враћају речи.

## О роману
И овај роман писан је препознатљивим стилом Смилевског – историјском фикцијом, тј. створио је „археолошки” роман у коме истражује грађу, консултује изворе и даје сопствено тумачење историјског субјекта. При томе Смилевски користи историјску фикцију као „језичку мастику” и у роману помиње савремене расправе и питања која су му важна. По замисли, роман је антипатријархални, антиклерикални, профеминистички, антиауторитативан. Овим романом и примењеним наративним техникама, Смилевски је задржао приврженост историјском роману и дао свој интелектуални печат дилемама савременог друштва.